# Safelayer Secure Communications
Safelayer Secure Communications S.A. es una empresa española fundada en mayo de 1999, fabricante software de infraestructura de clave pública (seguridad para gestión de identidad digital, firma electrónica y protección de datos). La tecnología de Safelayer está implantada en los tres mayores proyectos de certificación e identificación digital españoles, como son la Fábrica Nacional de Moneda y Timbre de España, el DNI electrónico español y el pasaporte electrónico español. La tecnología de Safelayer también asegura el sistema de mensajería (correo electrónico) de la OTAN.
La tecnología de Safelayer está avalada por la certificación de calidad Common Criteria (CC) EAL2 y EAL4+. Actualmente, Safelayer es la única empresa en el mundo con certificación CC EAL4+ en toda una familia de productos.

## Productos
- KeyOne CA: Autoridad de certificación.
- KeyOne VA: Autoridad de validación basada en el protocolo estándar OCSP de IETF.
- KeyOne TSA: Autoridad de sellado de tiempo basada en el protocolo estándar TSP de IETF.
- KeyOne XRA: Autoridad de registro.
- TrustedX: Plataforma de servicios web para la autenticación, firma electrónica y protección de datos.